# Championnat d'Andorre de football 2017-2018
 (novembre 2019).
Si vous disposez d'ouvrages ou d'articles de référence ou si vous connaissez des sites web de qualité traitant du thème abordé ici, merci de compléter l'article en donnant les références utiles à sa vérifiabilité et en les liant à la section « Notes et références ».
Navigation
Saison 2016-2017 Saison 2018-2019
La saison 2017-2018 de Primera Divisió est la vingt-troisième édition du championnat andorran de football. Le plus haut niveau du football andorran organisé par la Fédération d'Andorre de football, opposera cette saison huit clubs entre le 17 septembre 2017 et mai 2018.
La première phase du championnat se déroule en une série de matches aller-retour. La deuxième phase du championnat oppose les quatre premiers dans une phase de play-off pour se disputer la victoire finale, et, les quatre derniers pour éviter la relégation.
Lors de cette saison, le FC Santa Coloma défendra son titre face à sept autres équipes dont le promu de deuxième division le Penya Encarnada. La saison de football d’Andorre a commencé avec la Supercoupe d'Andorre de football le 10 septembre 2017 par la victoire du FC Santa Coloma face au UE Santa Coloma 1-0.
À l'issue de la saison, le champion se qualifie pour le premier tour qualificatif de la Ligue des champions 2018-2019. Alors que le vainqueur de la Coupe de la Constitution prendra la première des deux places en premier tour qualificatif de la Ligue Europa 2018-2019, l'autre place reviendra au deuxième du championnat. Si le vainqueur de la coupe remporte également le championnat, la dernière place revient au finaliste de la coupe. Si le vainqueur de la coupe est vice-champion, la dernière place revient au troisième du championnat.

## Équipes participantes
Après la saison 2016-2017, une équipe a été reléguée en Segona Divisió 2017-2018 : CE Jenlai en tant que huitième du championnat qui est remplacée par Inter Club d'Escaldes en tant que champion de deuxième division. La relégation de FC Ordino s’est joué par un  barrage de promotion-relégation remporté après la victoire du Penya Encarnada deuxième de deuxième division.
Légende des couleurs
- Premier tour de qualification de la Ligue des champions 2017-2018
- Premier tour de qualification de la Ligue Europa 2017-2018
- Promu de Segona Divisió 2016-2017

| Club                  | Classement 2016-2017 |
| --------------------- | -------------------- |
| FC Santa Coloma       | 1er                  |
| UE Sant Julià         | 2e                   |
| UE Santa Coloma       | 3e                   |
| FC Lusitanos          | 4e                   |
| UE Engordany          | 5e                   |
| FC Encamp             | 6e                   |
| Inter Club d'Escaldes | 1er (D2)             |
| Penya Encarnada       | 2e (D2)              |

## Compétition

### Format
Pour la première phase, chacune des huit équipes participant au championnat s'affronte à trois reprises pour un total de vingt-et-un matchs chacune. Tous les matchs sont joués au Estadi Comunal d'Aixovall.
Pour la deuxième phase, les quatre premiers dans une phase de play-off pour se disputer la victoire finale, et, les quatre derniers pour éviter la relégation. L’équipe terminant huitième est directement reléguée en deuxième division tandis que l’équipe terminant à la septième place joue un match de barrage promotion-relégation contre le second de deuxième division.

### Phase 1

#### Classement
Le classement est établi sur le barème de points classique (victoire à 3 points, match nul à 1, défaite à 0). Pour départager les égalités, on tient d'abord compte de la différence de buts générale, puis du nombre de buts marqués, puis des confrontations directes et enfin si la qualification ou la relégation est en jeu, les deux équipes jouent une rencontre d'appui sur terrain neutre.
| Rang | Équipe                 | Pts | J  | G  | N | P  | Bp | Bc  | Diff |
| ---- | ---------------------- | --- | -- | -- | - | -- | -- | --- | ---- |
| 1    | FC Santa ColomaT       | 48  | 21 | 15 | 3 | 3  | 55 | 16  | +39  |
| 2    | UE Engordany           | 47  | 21 | 14 | 5 | 2  | 45 | 11  | +34  |
| 3    | UE Sant Julià          | 42  | 21 | 12 | 6 | 3  | 58 | 15  | +43  |
| 4    | FC Lusitanos           | 34  | 21 | 10 | 4 | 7  | 49 | 26  | +23  |
| 5    | UE Santa Coloma        | 29  | 21 | 8  | 5 | 8  | 35 | 25  | +10  |
| 6    | Inter Club d'EscaldesP | 25  | 21 | 7  | 4 | 10 | 33 | 29  | +4   |
| 7    | FC Encamp              | 10  | 21 | 3  | 1 | 17 | 26 | 76  | -50  |
| 8    | Penya EncarnadaP       | 2   | 21 | 0  | 2 | 19 | 10 | 113 | -103 |

Légende
Abréviations

### Phase 2
Les classements sont établis sur le barème de points classique (victoire à 3 points, match nul à 1, défaite à 0). Pour départager les égalités, on tient d'abord compte de la différence de buts générale, puis du nombre de buts marqués, puis des confrontations directes et enfin si la qualification ou la relégation est en jeu, les deux équipes jouent une rencontre d'appui sur terrain neutre.
| Rang | Équipe             | Pts | J  | G  | N | P | Bp | Bc | Diff |
| ---- | ------------------ | --- | -- | -- | - | - | -- | -- | ---- |
| 1    | FC Santa ColomaT C | 58  | 27 | 18 | 4 | 5 | 62 | 20 | +42  |
| 2    | UE Engordany       | 55  | 27 | 16 | 7 | 4 | 50 | 17 | +33  |
| 3    | UE Sant Julià      | 48  | 27 | 14 | 6 | 7 | 64 | 24 | +40  |
| 4    | FC Lusitanos       | 44  | 27 | 13 | 5 | 9 | 59 | 35 | +24  |

| Rang | Équipe                 | Pts | J  | G  | N | P  | Bp | Bc  | Diff |
| ---- | ---------------------- | --- | -- | -- | - | -- | -- | --- | ---- |
| 5    | UE Santa Coloma        | 41  | 27 | 12 | 5 | 10 | 53 | 29  | +24  |
| 6    | Inter Club d'EscaldesP | 35  | 27 | 10 | 5 | 12 | 45 | 43  | +2   |
| 7    | FC Encamp              | 14  | 27 | 4  | 2 | 21 | 34 | 88  | -54  |
| 8    | Penya EncarnadaP       | 11  | 27 | 3  | 2 | 22 | 15 | 126 | -111 |

| Légende : Qualifications et relégations | Légende : Qualifications et relégations                                                           |
| --------------------------------------- | ------------------------------------------------------------------------------------------------- |
|                                         | Ligue des champions 2018-2019                                                                     |
|                                         | Ligue Europa 2018-2019                                                                            |
|                                         | Participation au barrage de promotion-relégation                                                  |
|                                         | Relégation en Segona Divisió                                                                      |
|                                         | T : Tenant du titre 2016-2017 P : Promu en 2016-2017 C : Vainqueur de la Coupe de la Constitution |

### Barrage de promotion-relégation
À la fin de la saison, l'avant-dernier de Primera Divisió affrontera la deuxième meilleure équipe de Segona Divisió pour tenter de se maintenir.
| Équipe 1       | Résultat | Équipe 2                     | Aller  | Retour |
| -------------- | -------- | ---------------------------- | ------ | ------ |
| FC Encamp (D1) | 2 - 0    | Atlètic Club d'Escaldes (D2) | 2''- 0 | 0 - 0  |

Le FC Encamp se maintient en première division.